# ناوشکن فرانسوی بولونی
ناوشکن فرانسوی بولونی (به انگلیسی: French destroyer Boulonnais) یک کشتی است که طول آن ۱۰۷٫۲ متر (۳۵۱ فوت ۸٫۵ اینچ) می‌باشد. این کشتی در سال ۱۹۲۷ ساخته شد.